# Georges Lemaître

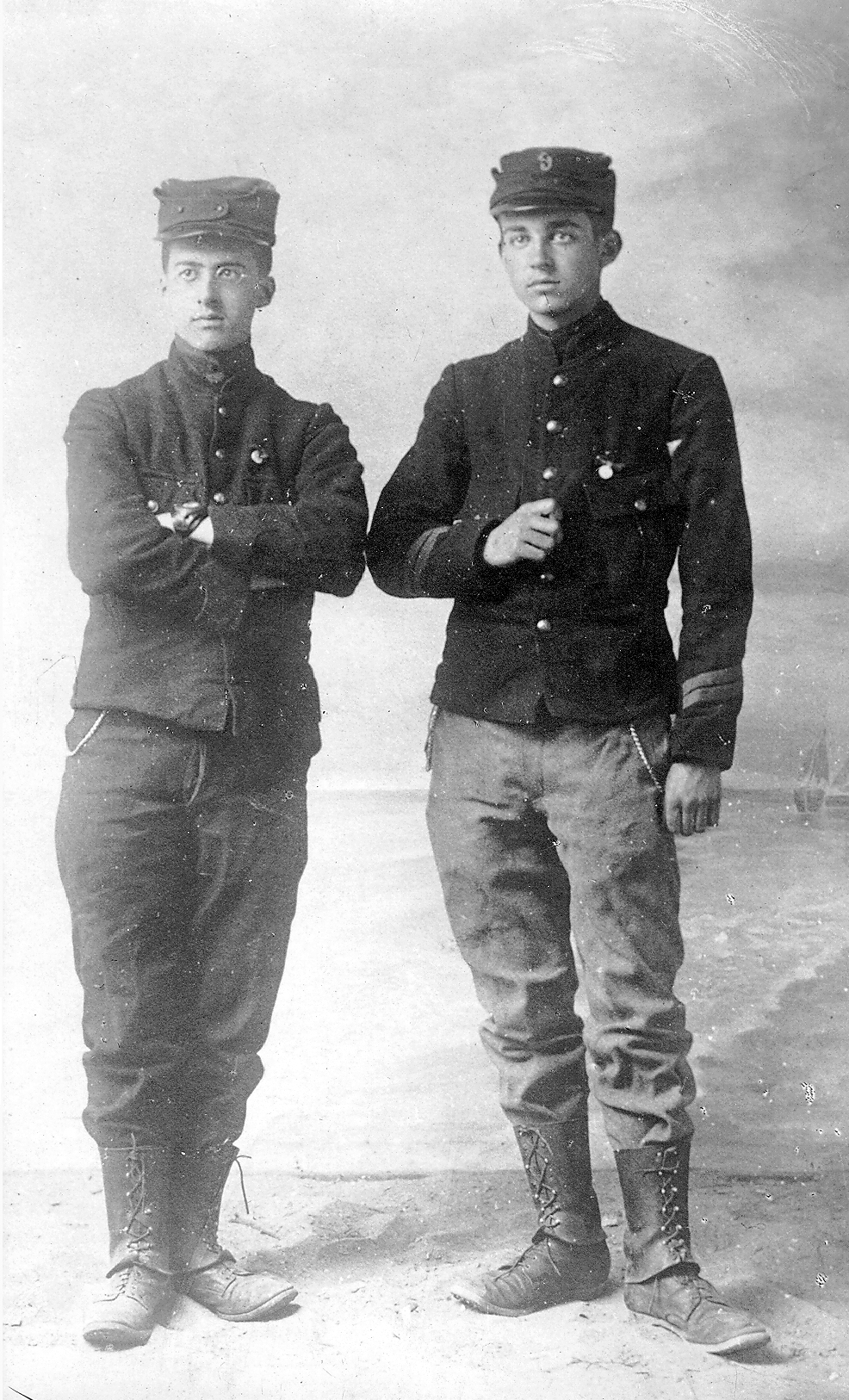
Georges met zijn broer Jacques in 1914

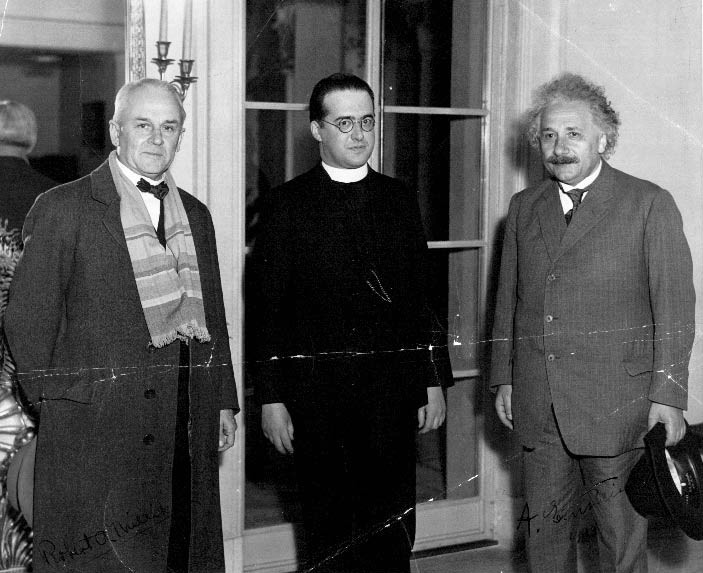
Lemaître tussen Millikan en Einstein in het California Institute of Technology (1933)

Georges Henri Joseph Edouard Lemaître (Charleroi, 17 juli 1894 – Leuven, 20 juni 1966) was een Belgisch priester, astronoom, kosmoloog, wiskundige en natuurkundige. Zijn belangrijkste wetenschappelijke bijdragen leverde hij aan de algemene relativiteitstheorie en aan de kosmologie door zijn hypothese van het uitdijende heelal (1927) en als grondlegger van de oerknaltheorie (1931). Lemaître was hoogleraar aan de Katholieke Universiteit Leuven, titulair kanunnik, vanaf 1960 Pauselijk huisprelaat en tevens vanaf 1960 tot aan zijn dood voorzitter van de Pauselijke Academie voor de Wetenschappen waar hij reeds sinds 1931 lid van was.

## Levensloop

### Vorming en opleiding
Lemaître was de oudste van vier zonen van Joseph Lemaître en Marguerite Lannoy. Vanaf 1904 ging hij naar school in het jezuïetencollege du Sacré Coeur in Charleroi. Daar rondde hij in 1910 zijn Grieks-Latijnse humaniora af. Nadat het glasbedrijf van zijn vader volledig uitbrandde, verhuisde het gezin in oktober 1910 naar Brussel waar zijn vader voortaan als jurist ging werken voor de Société Générale. Lemaître volgde dan een voorbereidend jaar aan het Sint-Michielscollege in Etterbeek en studeerde vanaf 1911 voor mijningenieur aan de Katholieke Universiteit Leuven. Bovendien volgde hij er een opleiding in de thomistische wijsbegeerte en werd (in 1919) baccalaureus. Bij het uitbreken van de Eerste Wereldoorlog in augustus 1914 sloten Lemaître en zijn jongere broer Jacques zich aan bij het vijfde vrijwilligerskorps. Als infanterist kwam hij terecht aan het IJzerfront. In juli 1915 werd hij ingedeeld bij de artillerie en hij eindigde de oorlog met de rang van adjudant. Voor zijn oorlogsinspanningen ontving Lemâitre in 1921 het Oorlogskruis met palmen.
In januari 1919 hervatte Lemaître de studies, maar hij koos nu voor de richting natuur- en wiskunde. Hij doctoreerde in 1920 bij Charles de la Vallée-Poussin met een thesis over “L'approximation des fonctions de plusieurs variables réelles”. In oktober van datzelfde jaar trad hij in in het seminarie van Mechelen, waar hij in september 1923 priester werd gewijd. Lemaître werd er ook lid van de door kardinaal Mercier geïnspireerde priesterbroederschap Amis de Jésus en legde tussen 1923 en 1942 voor deze seculiere broederschap de vereiste tijdelijke en eeuwige religieuze geloften af. Tijdens zijn seminarietijd bestudeerde Lemaître de relativiteitstheorie en won met zijn synthese La physique d’Einstein een wedstrijd van het Belgische Ministerie van Cultuur en Wetenschap, waarmee hij een reisbeurs verwierf.
In oktober 1922 werd hij lid van de Société scientifique de Bruxelles. Met een beurs van de Commission for Relief in Belgium vertrok Lemaître in oktober 1923 als student-onderzoeker naar de Universiteit van Cambridge. Daar werkte hij met de astronoom Arthur Eddington en volgde hij onder meer les bij Ernest Rutherford.
Na een kort verblijf in België in juni 1924, vertrok Lemaître naar Canada waar hij een aantal wetenschappelijke conferenties volgde. In augustus 1924 woonde hij in Toronto de lezingen bij van de fysicus Ludwik Silberstein met wie hij ook verschillende gesprekken voerde. Ook verbleef hij een maand in het Dominion Observatory in Ottawa. In september 1924 vertrok hij naar de Verenigde Staten waar hij een jaar stage liep in Cambridge als astronoom aan het Observatorium van Harvard. Hier werkte hij met Harlow Shapley aan de studie van de veranderlijke sterren. In dit academiejaar bestudeerde hij ook het kosmologische model van De Sitter. Aan het Massachusetts Institute of Technology (M.I.T.) bereidde hij ondertussen zijn doctoraatsthesis voor over "The gravitational field in a fluid sphere of uniform invariant density according to the theory of relativity", waarvoor hij in juli 1927 de Ph.D.-titel in de natuurkunde ontving.
In januari 1925 hoorde Lemaître tijdens een colloquium van de American Astronomical Society van de ontdekking van Edwin Hubble dat de Andromedanevel veel verder van de aarde afstond en het heelal dus vele malen groter was dan tot dan toe gedacht. Hiermee werd ook bevestigd dat de Melkweg niet het enige bestaande sterrenstelsel is, maar dat het heelal bezaaid ligt met sterrenstelsels. Naast andere colloquia bezocht Lemaître in dit academiejaar ook verschillende Amerikaanse observatoria en had hij een ontmoeting met Hubble. Op het California Institute of Technology ontmoette hij Robert Millikan, een van de pioniers in het onderzoek naar de kosmische straling. Aan het Lowell Observatory in Flagstaff (Arizona) ontmoette hij Vesto Slipher, die in de spectra van de meeste spiraalnevels een roodverschuiving had vastgesteld. In juli 1925 was Lemaître opnieuw in België en in oktober begon hij zijn eerste academiejaar in Leuven als docent. Daar werkte hij aan het opstellen van zijn hypothese van het dynamische en uitdijende heelal waarover hij in de Annales van zijn vereniging in 1927 zijn (later geruchtmakend) artikel publiceerde. Vervolgens werd hij benoemd tot gewoon hoogleraar aan de Katholieke Universiteit Leuven.

### Lemaître als kosmoloog

#### Het uitdijende heelal

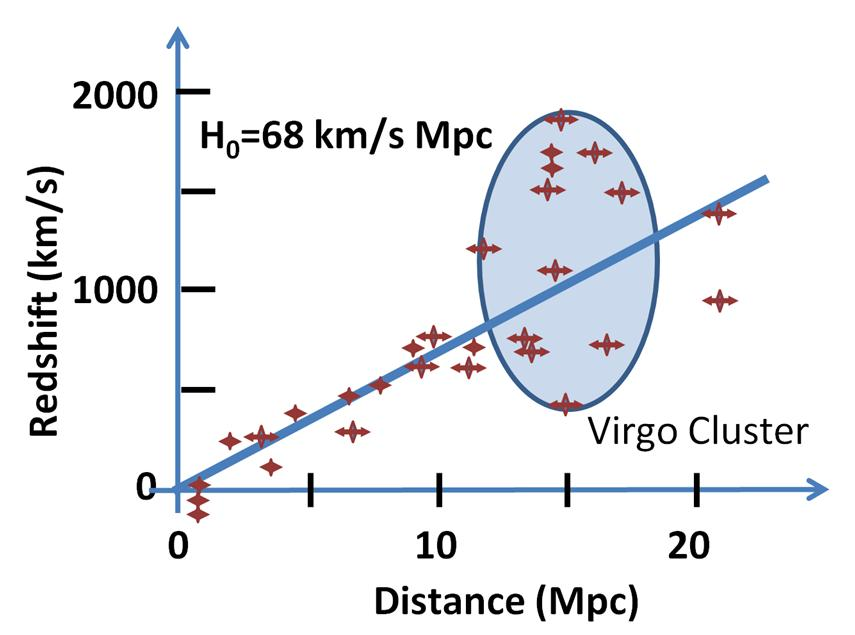
De wet van Hubble-Lemaître: roodverschuiving als functie van de afstand

Reeds in 1922 had Aleksandr Friedmann zijn Friedmannvergelijking voor het heelal opgesteld op basis van de algemene relativiteitstheorie van Albert Einstein. Lemaître, die het werk van Friedmann toen niet kende, ging in 1927 verder door het uitdijende heelal te beschrijven als hét feitelijke fysische model van ons heelal. Zijn artikel “Un Univers homogène de masse constante et de rayon croissant rendant compte de la vitesse radiale des nébuleuses extragalactiques" werd aanvankelijk niet opgemerkt. Hij interpreteerde daarbij de reeds sinds Vesto Slipher ontdekte roodverschuivingen in het spectrum van andere sterrenstelsels als dopplereffecten ten gevolge van de uitdijing van het heelal. Hij maakte gebruik van gegevens over meer dan 40 sterrenstelsels van o.a. Gustaf Strömberg en Edwin Hubble. Twee jaar vóór Hubble berekende hij de constante waarmee het heelal uitdijt en legde hij een lineair verband tussen de afstand en de snelheid van de sterrenstelsels. Zijn stelling werd in 1927 nog afgewezen door Einstein, die vasthield aan zijn statische model van het universum.
Toen Hubble en Milton L. Humason in 1929 de empirische gegevens verschaften die de stelling schenen te bevestigen, kon Lemaître de aandacht van Eddington op zijn hypothese vestigen. Hubble liet de interpretatie van zijn gegevens over aan de theoretici, maar Eddington was overtuigd en zorgde in 1931 voor een vertaling van Lemaîtres artikel over de uitdijing van het heelal.
In 2018 heeft de IAU de bijbehorende wet formeel hernoemd van wet van Hubble naar de wet van Hubble-Lemaître vanwege de bijdrage van Lemaître bij de totstandkoming van deze wet.

#### Oerknal

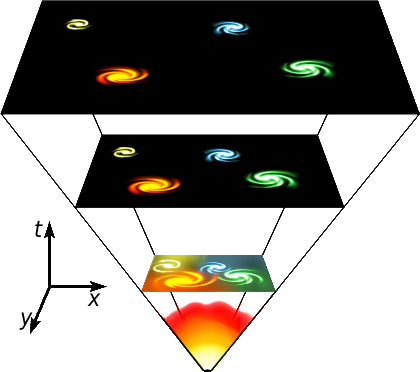
Principe van de oerknal

Wel was Eddington aanvankelijk terughoudend om met Lemaître de consequentie te trekken dat een uitdijend heelal ook een beginpunt zou hebben. Daarop werkte Lemaître verder en in 1931 bracht hij, tegen de toenmalige wetenschappelijke opvattingen in, als eerste de stelling naar voren dat het heelal ooit begon als een superdichte massa, een oeratoom. Niet enkel de materie en de ruimte, maar ook de tijd startte op deze “dag zonder gisteren”. Lemaître schatte de leeftijd van het heelal tussen de 10 en 20 miljard jaar, wat goed overeenkomt met meting door de Wilkinson Microwave Anisotropy Probe van 13,7 miljard jaar. Lemaître heeft de gelegenheid gekregen deze stelling in september 1931 in Londen te verdedigen in een discussie met andere wetenschappers en geestelijken rond “The Evolution of the Universe”. Hierdoor werd er een verband tussen astrofysica en kernfysica gelegd en een uitgebreidere versie van deze toen nog controversiële stelling is in 1933 gevolgd. Ook Einstein stemde nu in met de visie van Lemaître. Deze hypothese van het oeratoom werd sindsdien verder uitgewerkt, onder meer door George Gamow. Tegenstanders noemden de theorie spottend de Big Bang, een allitererende benaming die onbedoeld veel heeft bijgedragen tot de populariteit van deze theorie.

#### De kosmologische constante
Over de rol van de kosmologische constante bleven Lemaître en Einstein het oneens, ondanks hun uitgebreide correspondentie daarover. Sinds Lemaître en Eddington hadden aangetoond dat de relativiteitstheorie geen stabiel statisch en eeuwig heelal opleverde, achtte Einstein de constante overbodig. Lemaître daarentegen behield ze vanuit theoretisch oogpunt. Maar ze had ook een praktisch nut omdat hij ermee de levensduur van het heelal in overeenstemming kon brengen met de geologische gegevens over de ouderdom van de aarde. Ze speelde verder een rol in zijn verklaring voor het ontstaan van sterren, sterrenstelsels en clusters. Volgens Lemaître was de constante ook reëel werkzaam. In een artikel uit 1934 gaf Lemaître een natuurkundige betekenis aan de kosmologische constante door ze te interpreteren als de energie-inhoud van het vacuüm.

#### Kosmische (achtergrond)straling

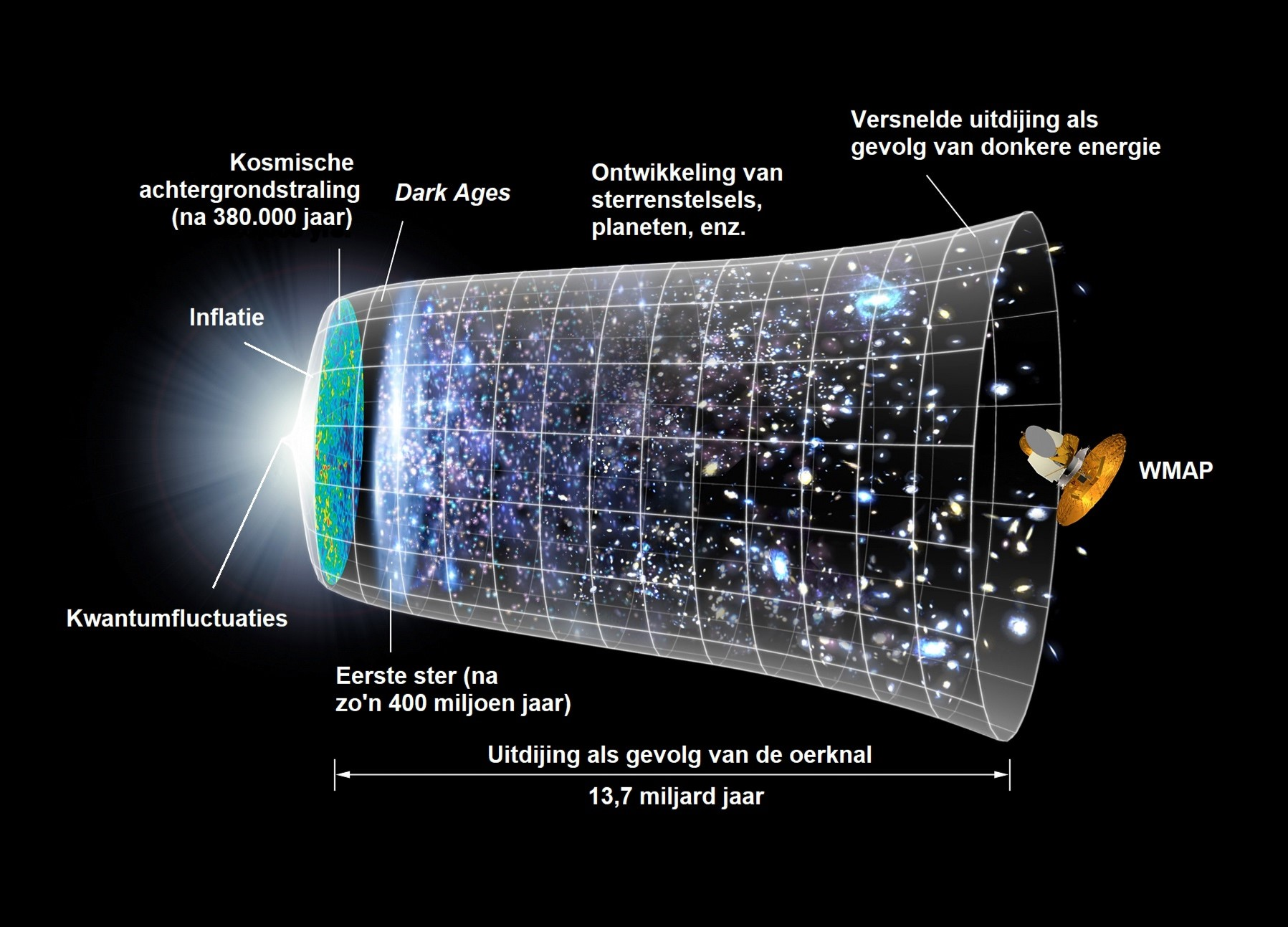
WMAP kijkt terug tot de oerknal

Lemaître richtte zijn aandacht verder op het onderzoek van de kosmische straling, waarvan een deel, zoals volgt uit en voorspeld is in zijn theorie, nog afkomstig moet zijn van de oerknal. Vanaf 1928 waren door de experimenten van Walther Bothe en Werner Kolhörster aanwijzingen gevonden dat de kosmische straling niet uit een soort ultra-doordringende super-gammastraling bestond - zoals eerst was aangenomen - maar in werkelijkheid uit hoogenergetische geladen deeltjes. In dat geval zouden de deeltjes beïnvloed worden door het aardmagnetisch veld. Dat zou betekenen dat het aantal deeltjes dat de Aarde bereikt afhangt van de richting en sterkte van dit aardmagnetisch veld. In 1932 voorspelden Lemaître en de Mexicaan Manuel Sandoval Vallarta dat dicht bij de magnetische evenaar de intensiteit van de kosmische straling lager zou liggen. Ook zou de intensiteit afhangen van de richting waar de deeltjes vandaan kwamen (de Lemaître-Vallarta-theorie). Deze voorspellingen werden spoedig bevestigd door Arthur Compton, Thomas Hope Johnson en Luis Alvarez, waarna algemeen als bewezen werd aangenomen dat de kosmische straling bestond uit geladen deeltjes.
Volgens Lemaître konden deze deeltjes om verschillende redenen niet afkomstig zijn van de sterren. Zijn hypothese in 1932 was dat ze het restant waren van het verval van radionucliden na de oerknal. Hoewel tegenwoordig bekend is dat de kosmische straling uit de Melkweg komt, was het wel een interessant idee. In 1965 ontdekten Arno Allan Penzias en Robert Woodrow Wilson wel de kosmische achtergrondstraling, waarmee de oerknaltheorie uiteindelijk door de meeste wetenschappers werd aanvaard.

### Verdere levensloop

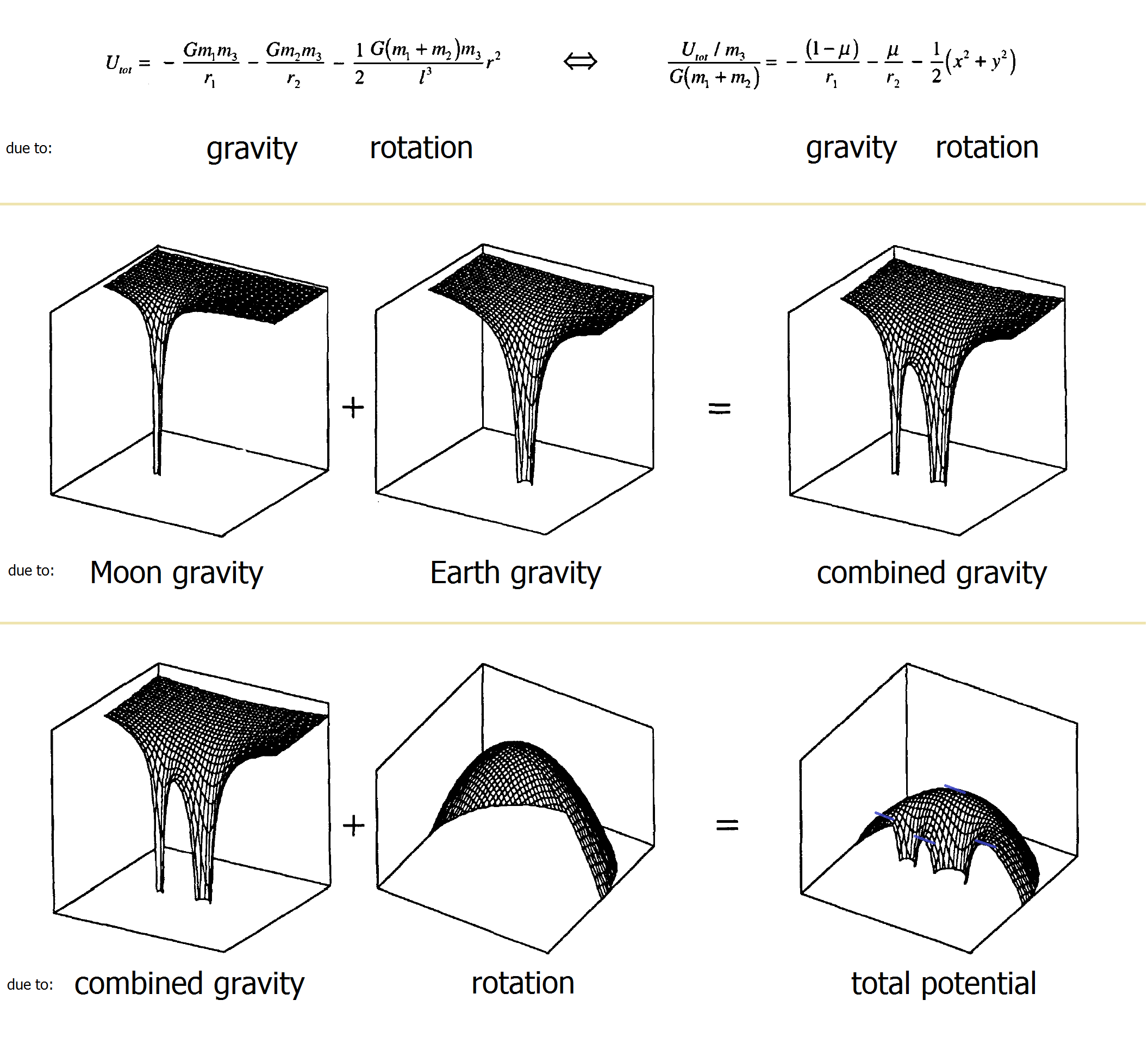
Potentiële energie in het drielichamenprobleem

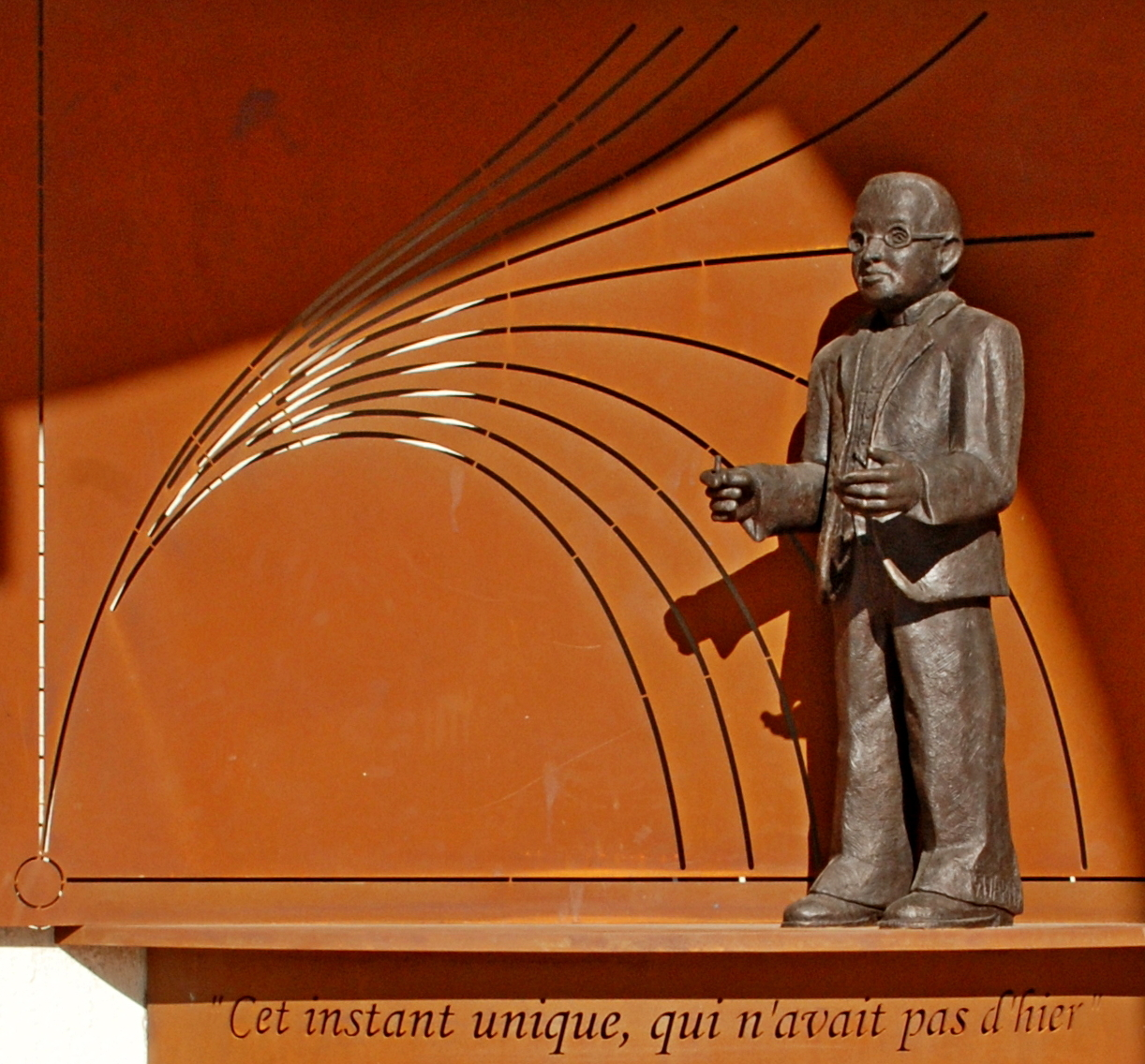
Gedenkteken voor Lemaître in Louvain-la-Neuve (Gigi Warny, 2016)

In de jaren na de publicatie van zijn hypothese van het oeratoom laaide de discussie tussen geloof en wetenschap opnieuw op. Mede omwille van zijn priesterschap, bleef Lemaître de volgende jaren keer op keer het onderscheid aangeven tussen zijn wetenschappelijke werk en hypotheses enerzijds en zijn geloof anderzijds. Hijzelf wilde niet dat zijn hypothese gelieerd werd met het theologische begrip van de schepping. In 1951 liet hij dit via een tussenpersoon discreet weten aan paus Pius XII, die in een speech de Big Bang en het fiat lux in één adem had vernoemd. De kerk nam de kritiek van Lemaître ter harte en in latere pauselijke teksten is de parallel nooit meer getrokken.
In 1936 werd hij lid van de Pauselijke Academie voor Wetenschappen, waarvan hij in 1960 voorzitter werd (en tot aan zijn dood zal blijven). Hij werd in hetzelfde jaar door Johannes XXIII tot huisprelaat van de Paus benoemd.
In 1946 publiceerde hij zijn boek “L’Hypothese de l’Atome Primitif” dat al snel in verschillende talen werd vertaald. In de jaren 50 bouwde hij stilaan zijn leeropdracht aan de universiteit af tot aan zijn emeritaat in 1964. Hij legde zich onder meer toe op het drielichamenprobleem, rekenmethodes, algoritmes (o.a. de snelle Fourier Transformatie), computers en programmeertalen. Reeds sinds de jaren 30 maakte hij gebruik van de meest geavanceerde rekenmachines. In 1958 introduceerde hij aan de Katholieke Universiteit Leuven de eerste computer, een Burroughs E 101, die hij ook volledig zelf programmeerde. Als Franstalige heeft Lemaître zich steeds verzet tegen het splitsen van de universiteit van Leuven. Hij vond de wisselwerking tussen de taalgroepen vruchtbaar. In 1962 was hij de eerste voorzitter van de Association du Corps académique et du Personnel scientifique de l'Université de Louvain (ACAPSUL), die de splitsing bestreed. Toen hij uiteindelijk gedwongen werd een keuze te maken, koos hij met tegenzin voor de UCLouvain in Louvain-la-Neuve.
Na zijn dood is de rol die Lemaître speelde bij de ontwikkeling van de nieuwe kijk op het heelal lange tijd onderbelicht geweest. Pas vanaf de jaren 80 verscheen zijn naam opnieuw in deze wetenschapsgeschiedenis en werd zijn baanbrekend werk meer en meer erkend.

## Onderscheidingen
- In januari 1934 ontving Lemaître de Mendel Medal van de Villanova University in Pennsylvania.
- In maart 1934 ontving Lemaître de Francquiprijs, de hoogste Belgische wetenschappelijke onderscheiding. Hij werd hiervoor voorgedragen door Einstein, de La Vallée Poussin en Alexandre de Hemptinne.
- In mei 1935 werd hij doctor honoris causa aan de McGill University in Montréal.
- In 1936 kreeg hij de Prix Jules-Janssen van de Société astronomique de France.
- De planetoïde (1565) Lemaître, ontdekt in 1948 door zijn landgenoot Sylvain Arend, werd genoemd naar Lemaître. Op de Maan is ook een krater naar hem genoemd.
- In 1950 ontving hij van de Belgische regering de tienjaarlijkse prijs voor toegepaste wetenschappen voor de periode 1933-1942.
- In 1952 ontving hij de eerste Eddington Medal, uitgereikt door de Royal Astronomical Society in Londen wegens uitzonderlijke verdiensten in de theoretische astrofysica.
- Hij eindigde in 2005 op nr. 61 in de Vlaamse versie van De Grootste Belg en op nr. 78 in de Waalse versie.
- Het vijfde Automated Transfer Vehicle van de Europese Ruimtevaartorganisatie, bedoeld voor de bevoorrading van het Internationaal ruimtestation ISS, werd naar Lemaître vernoemd. Het is gelanceerd op 29 juli 2014.
- In Louvain-la-Neuve heeft de UCLouvain een grote aula naar hem vernoemd.
- Een gebouw van de UCLouvain in Charleroi, de Maison Georges Lemaitre, is naar hem vernoemd.
- Het Educatief Centrum voor Natuur en Sterrenkunde (ECNS) richtte op 28 oktober 2021 een sterrenwacht in Bocholt (Limburg) op  en kreeg de eer om deze te mogen vernoemen naar Lemaître: Observatorium Georges Lemaître Bocholt (OGLB).

## Werken (onvolledige lijst)

### Artikelen
- Note on de Sitter’s Universe, "Journal of Mathematics and Physics", iv (1925), 188–192.
- Un univers homogène de masse constante et de rayon croissant, rendant compte de la vitesse radiale des nébuleuses extra-galactiques, "Annales de la Société scientifique de Bruxelles", série A: Sciences Mathématiques, I, 47 (1927), pp. 49–59; vertaald in Expansion of the universe, A homogeneous universe of constant mass and increasing radius accounting for the radial velocity of extra-galactic nebulae, "Monthly Notices of the Royal Astronomical Society" 91 (1931), p. 483-490.
- The Beginning of the World from the Point of View of Quantum Theory, “Nature” 127 (1931), n. 3210, pp. 706;
- L'indétermination de la loi de Coulomb, “Annales de la Société scientifique de Bruxelles”, série B: Sciences Physiques et Naturelles, I, 51 (1931), pp. 12–16;
- Sur l'interprétation d'Eddington de l'équation de Dirac, “Annales de la Société scientifique de Bruxelles”, série B: Sciences Physiques et Naturelles, I, 51 (1931), pp. 83–93;
- L'univers en expansion, “Annales de la Société scientifique de Bruxelles”, série A: Sciences Mathématiques, 53 (1933) n. 2, pp. 51–85;
- On Compton's latitude effect of cosmic radiation (met Vallarta MS) “Physical Review” 43(2) (1933) pp. 87–91;
- The uncertainty of the electromagnetic field of a particle, "Physical Review" 43 (2): (1933) p. 148;
- Evolution of the Expanding Universe, "Proceedings of the National Academy of Sciences of the U.S.A." 20(1) (1934), pp. 12–17;
- La culture catholique et les sciences positives, in “Actes du VIe congrès catholique de Malines”, vol. 5, Culture intellectuelle et sens chrétien, Bruxelles 1936, pp. 65–70;

### Boeken
- The Primeval Atom: An Essay on Cosmogony, Van Nostrand, New York, 1950;
- Calculons sans fatigue, E. Nauwelaerts, Leuven 1954;
- The Primeval Atom Hypothesis and the Problem of the Clusters of Galaxies in R. Stoops (ed.), La structure et l'évolution de l'univers (Brussels: Inst. Internl de Physique Solvay, 1958), pp. 1–31.
- L'étrangeté de l'univers, in “Un nouveau système de chiffres et autres essais”, Multa Paucis, Scuola di studi superiori dell'ENI, Varese 1961, pp. 27–41;

- Bibsys: 90156565
- Biblioteca Nacional de Chile: 000461067
- Biblioteca Nacional de España: XX5048434
- Bibliothèque nationale de France: cb13320605w (data)
- Catàleg d'autoritats de noms i títols de Catalunya: 981058510210506706
- CiNii: DA08706895
- Gemeinsame Normdatei: 119526514
- International Standard Name Identifier: 0000 0004 3497 2801
- Library of Congress Control Number: n84073001
- Nationale Bibliotheek van Letland: 000124538
- Mathematics Genealogy Project: 22743
- Bibliotheek van het Japanse parlement: 01065878
- Nationale Bibliotheek van Tsjechië: xx0148100
- Nationale bibliotheek van Australië: 35299540
- Nationale Bibliotheek van Israël: 987007277190605171
- Nationale Bibliotheek van Polen: a0000002308436
- Nederlandse Thesaurus van Auteursnamen: 191997714
- Istituto Centrale per il Catalogo Unico: CFIV361005
- SNAC: w6jt1nc7
- Système universitaire de documentation: 035132132
- Trove: 902923
- Virtual International Authority File: 109437363
- WorldCat: E39PBJd86KwF7Tv3kDQDvfq4v3